# سانت جوردی دسوالس
سانت جوردی دسوالس (به اسپانیایی: San Jordi Desvalls) یک منطقهٔ مسکونی در اسپانیا است که در ژیرونس واقع شده‌است. سانت جوردی دسوالس ۱۱٫۷ کیلومتر مربع مساحت دارد.